# ワイコロア・ビーチ

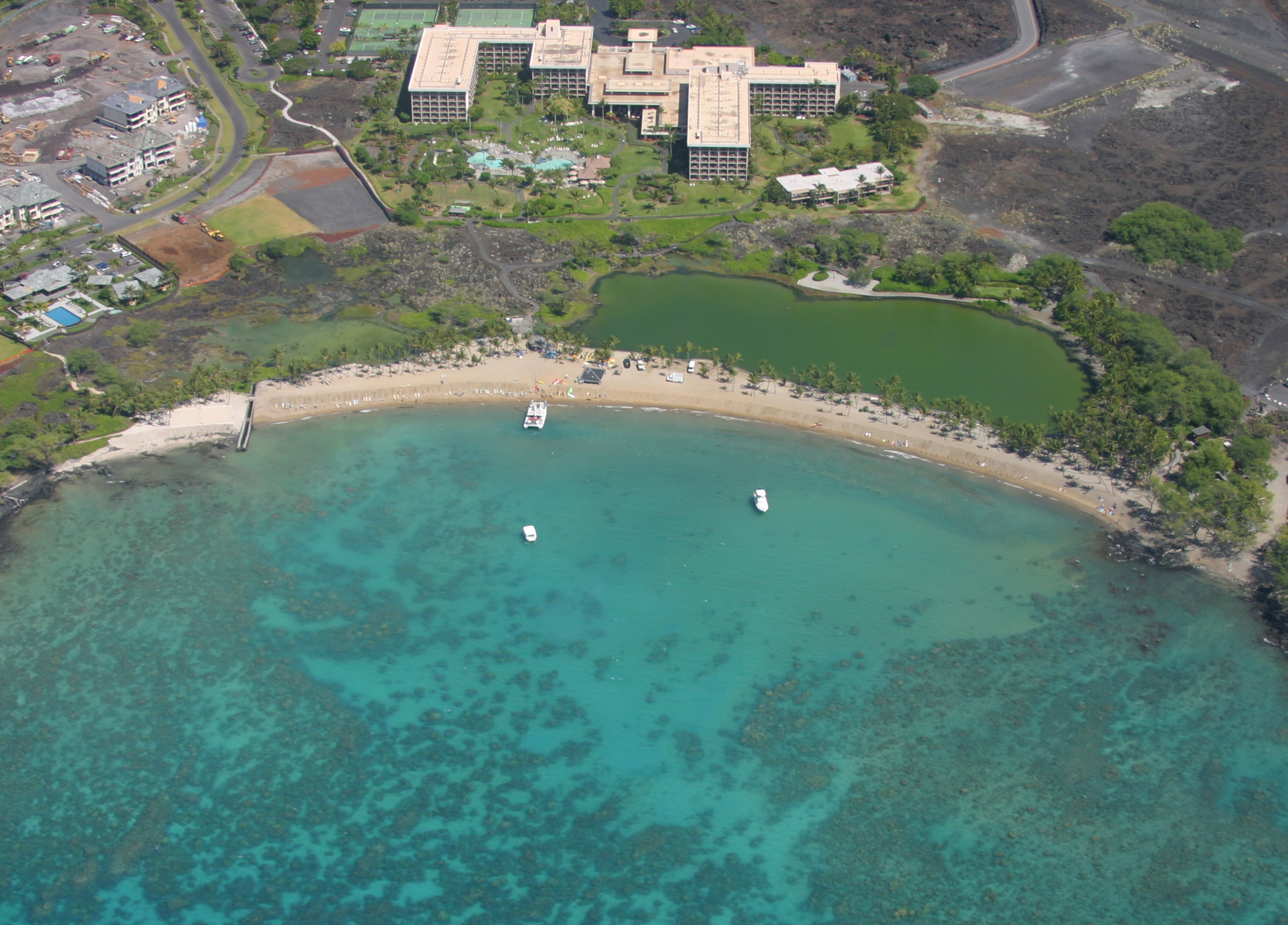
ワイコロア・ビーチで、フィッシュ・ポンドも2つ見える。

ワイコロア・ビーチ（英語: Waikoloa Beach）はアメリカ合衆国ハワイ州ハワイ島西部の南コハラにある地域。ヒルトン・ホテルを中心としたハワイ島西海岸のリゾート地でも最大級で、養殖用の養魚池や岩面彫刻などのハワイ先住民の伝統文化が残っている地域でもある。なお、ハワイの伝統的な土地制度で同じワイコロアに属するワイコロア・ビレッジは、ワイコロア・ビーチから山側へ9.2km （5.8マイル）にある住宅兼コンドミニアムのエリアである。

## 世界有数のリゾート地
ワイコロア・ビーチは世界有数のリゾート地として開発された。

### ヒルトン・ワイコロア・ビレッジ
ヒルトン・ワイコロア・ビレッジは、約250,000平方メートルの敷地内には1,500の客室とスイートがある。1988年に日本の資本で「ハイアット・ホテル」として建設されたが、2002年に「ヒルトン・ホテル」へ売却されている。現在は巨大なホテル施設になっていて、移動にホテル内ではボートまたはトラムを利用したり、イルカと遊べる池などがある。 

### ワイコロア・ビーチ・マリオット
ワイコロア・ビーチ・マリオットは、約60,000平方メートルの敷地を持つオーシャンフロントのリゾート。ヒルトン・ワイコロア・ビレッジより南に存在する。 

### その他のリゾート施設
コンドミニアムなどの宿泊施設の他、ゴルフコースなどもある。また、クイーンズ・マーケット・プレイス、キングス・ショップスは商店やレストランが多数並び、リゾート内の訪問者だけでなく、ハワイ島全体の居住者も様々な行事の機会に集まる。

## ハワイの自然と歴史
リゾート地として開発されたが、ハワイの自然や歴史も体験できる地域である。

### アナエホオマル湾
ワイコロア・ビーチは南コハラのアナホオマル湾（Anaehoomalu Bay）に面しており、岩海岸と砂海岸がある。ここではシュノーケリングができ、フィッシュポンドもあり、夕日の名勝でもある。

### アラ・カハカイ国立歴史トレイル
ハワイ王朝時代の交易用小道跡「アラ・カハカイ国立歴史トレイル」がハワイ島の西部と南部に残っており、ワイコロア・ビーチでも小道跡を散策することができる。

### 汽水の池

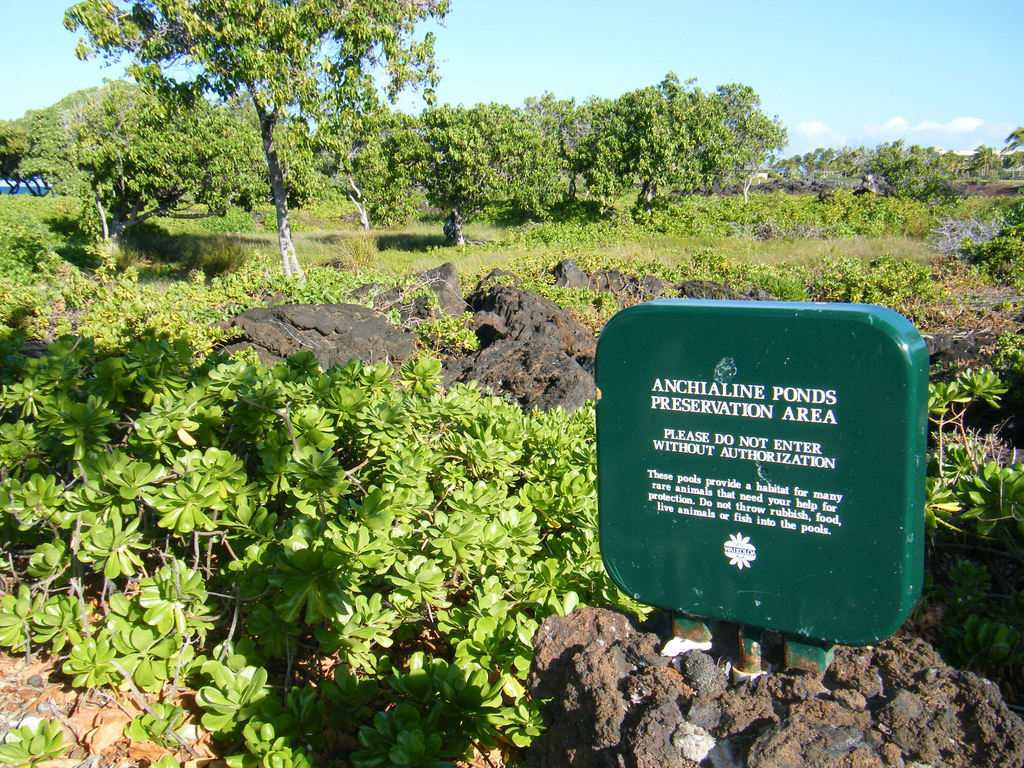
アンキアライン池の標識（ワイコロア・ビーチで）

淡水と海水が交じる池は、河口もあるが常に真水が潤している池である。1985年よりハワイ大学の管理する「ワイコロア・アンキアライン池保護エリア」（Waikoloa Anchialine Pond Preservation Area）となっている。甲殻類、軟体動物、エビの一種などが生息している。

### 2つの養魚池
アナエホオマル湾の浜側に、クウアリイ養魚池（Kuʻualiʻi Fishpond）とカハパパ養魚池（Kahapapa Fishpond）がある。地形学上はアンキアライン池で、ハワイ先住民が盛んに魚養殖をしていた場所である。

### 岩面彫刻
ハワイ先住民は文字を持たなかったが、溶岩の平らな面に様々な図柄を様々な場所に残していて、「岩面彫刻」（Petroglyph）と呼ばれている。ワイコロア・ビーチは岩面彫刻を最も身近に見られる場所のひとつである。

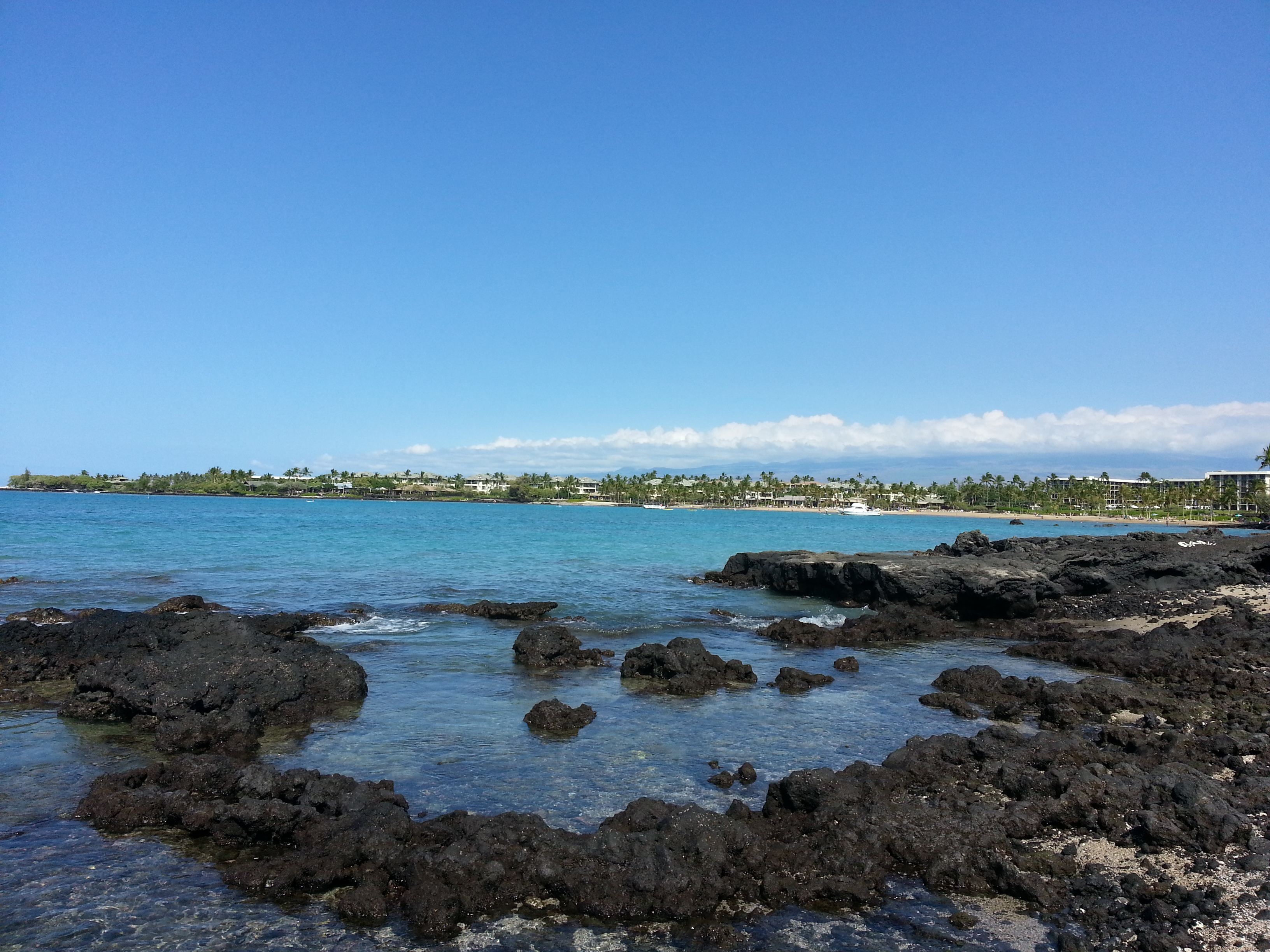
アナホオマル湾の岩海岸
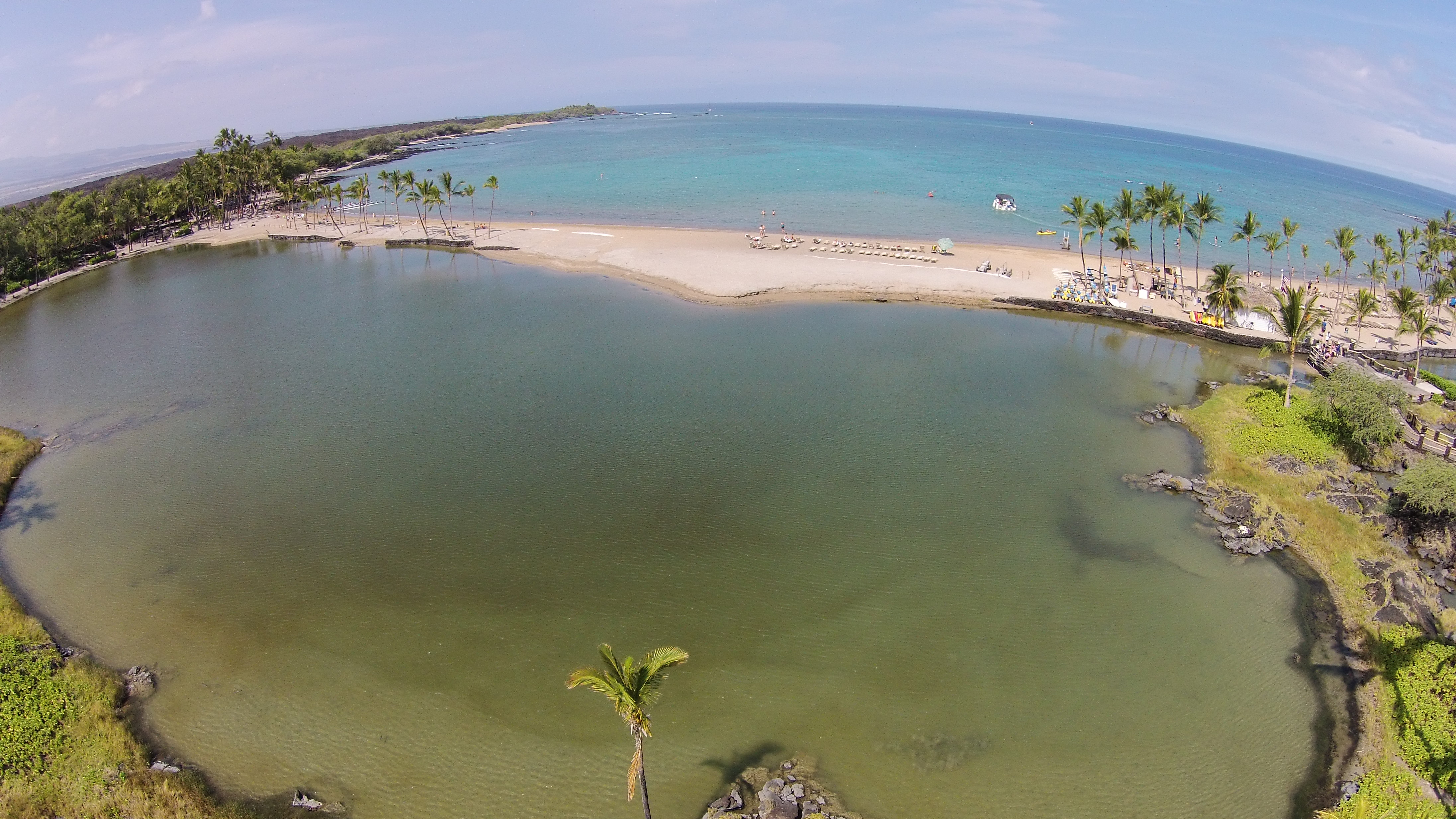
アナエホオマル湾の養魚池
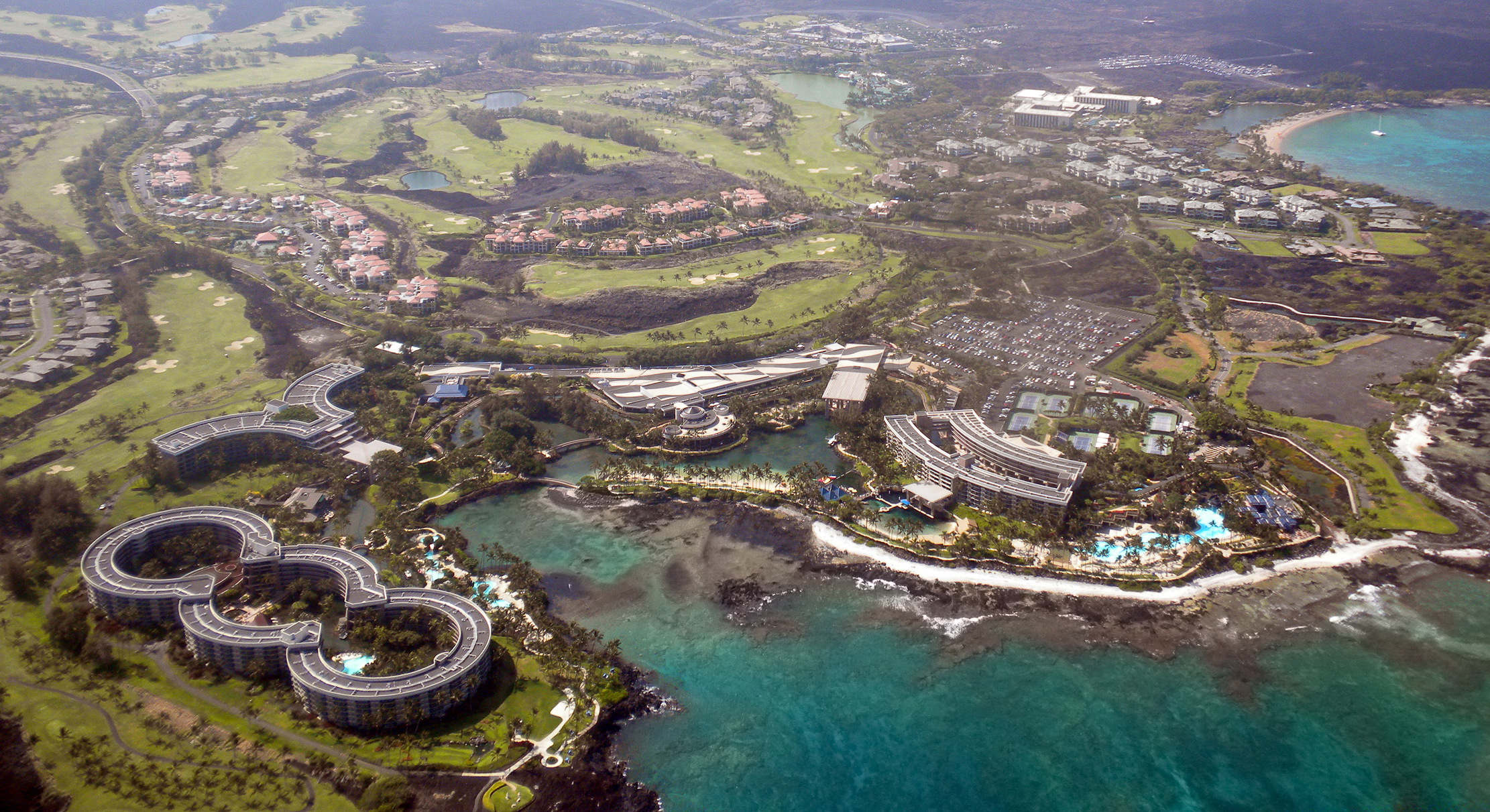
ヒルトン・ワイコロア・ビレッジ
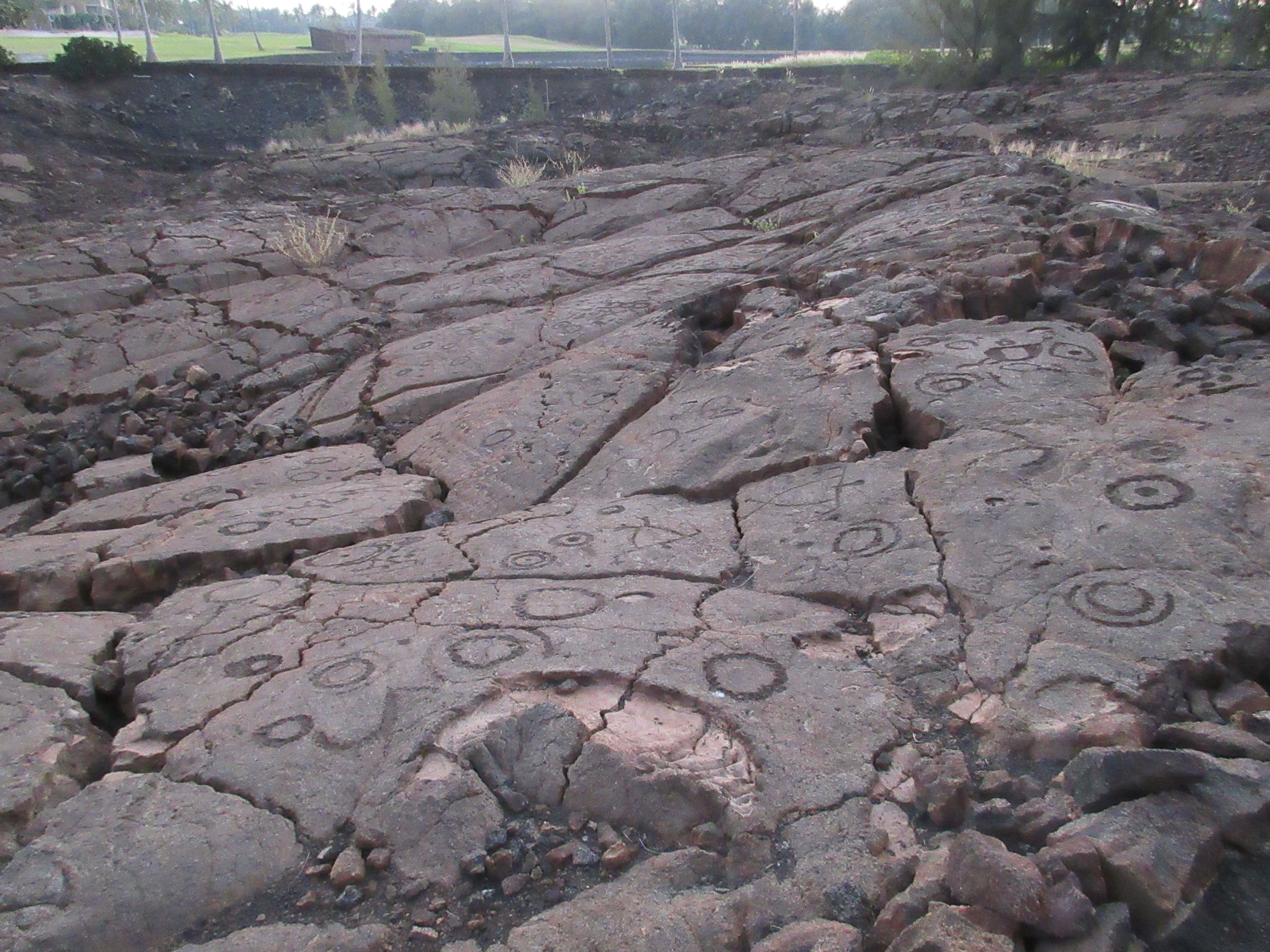
ワイコロア・ビーチの岩面彫刻

## 交通
ワイコロア・ビーチへは、コナ国際空港から車でハワイ州道19号線を北へ約20分の距離にある。ヒロ国際空港からは1時間ほど掛かる。 